# Nannorhynchides vividus
Nannorhynchides vividus är en plattmaskart som beskrevs av Brunet 1965. Nannorhynchides vividus ingår i släktet Nannorhynchides och familjen Cicerinidae. Inga underarter finns listade i Catalogue of Life.